# Martin Ogier
Marinus Jacobus (Martin) Ogier (Den Haag, 21 september 1864 – Nijmegen, 28 november 1952) was een Nederlands klarinettist, violist, dirigent en componist.
Hij was zoon van muzikant Franciscus Simon Ogier en Anna de Greef. Hijzelf was getrouwd met Maria Carolina Muiselaar en Alberdina Maria Bouman, dochter van Carel Bouman en nicht van Leon C. Bouman. Zoon Marinus Carolus Johannes Ogier werd violist. Het echtpaar ligt met dochter Zus (Alberdina Johanna Maria Catharina) begraven te Broekhem, nabij Valkenburg.
Zijn eerste muziekopleidingen kreeg hij van zijn vader en broer (Franciscus Simon jr.), die speelden in de Koninklijke Militaire Kapel der Grenadiers. Aanvullende lessen volgden bij Johann Heinrich Völlmar (klarinet), Henri Völlmar (harmonie en compositie), Emile Völlmar (viool) en Hendrik Dirk van Ling, de eerste werkzaam bij genoemd orkest, de derde aan de Muziekschool van Den Haag. Bij genoemd orkest werd hij rond 1878 soloklarinettist (en indien strijkers nodig waren soloviolist), maar was tevens werkzaam als violist tijdens Diligentia en Toonkunstconcerten in de stad, als ook bij Eruditio in Rotterdam. Hij schoof in 1893 door naar de functie van dirigent bij het Muziekcorps der Schutterij en vanaf 1906 het Stedelijk Muziekcorps in Den Bosch, als ook van het orkest van de toonkunst en hoofd van de gemeentelijke muziekschool aldaar. Deze functies verruilde hij in 1921, het genoemde orkest werd in 1921 opgeheven, voor die van docent aan de rijksnormaalschool in Maastricht. Dat combineerde hij met het directieschap bij Harmonie Kurkapel.
Tussendoor vond hij tijd om enkele werken op papier te zetten, uiteraard vanwege zijn functie zitten daar marsen (onder andere Bossche Schutterij Mars) tussen. Hij schreef echter ook de Huldigingscantate voor solobariton, gemengd koor en orkest, het werk werd uitgevoerd op 8 juni 1909, ter gelegenheid van het 25-jarig jubileum van burgemeester Petrus van der Does de Willebois. Uiteraard ontbreken de arrangementen voor harmonieorkest niet. Een ander te noemen werk is zangspel Asschepoester voor kinderkoor en orkest. Hij trad menig keer op als jurylid tijdens muziekconcoursen van de Nederlandse Federatie van harmonie- en Fanfaregezelschappen, waarbij hij in 1940 tot erelid werd benoemd. Tot vlak voor zijn dood maakte hij er deel van uit.